# اسرم
اسرم، روستایی بزرگ و تاریخی از توابع بخش مرکزی شهرستان میاندورود از توابع استان مازندران در ایران است.

## جمعیت
- این روستا در دهستان کوهدشت و شهرستان میاندورود قرار داشته و براساس آخرین سرشماری مرکز آمار ایران که در سال ۱۳۹۵ صورت گرفته، جمعیت آن ۶۲۱۲ نفر (۱٬۶۴۷ خانوار) بوده است.[۲][۳] مردم اسرم از قومیت طبری هستند که ریشه آن به قوم آمارد و قوم تپوری می‌رسد.[۴] مردم اسرم به زبان طبری (مازندرانی) و گویش ساروی سخن می‌گویند.[۵]

## تاریخچه اسرم
این روستای بزرگ با قدمتی بیش از ۲۰۰۰ سال یکی از کهن‌ترین مناطق شناخته شده در مازندران است.
این روستای تاریخی طی مرور زمان همواره مورد تهاجم اقوام و قبیله‌های متعدد بوده است.
از پیشینه تاریخی اسرم نظریه‌های زیادی از تاریخ نویسان داخلی و یونانی وجود دارد.
حسین اسلامی در کتاب تاریخ ۲۰۰۰ سالهٔ ساری می‌نویسد:
اسرم یکی از شهرهای باستانی و دارای گنجینه‌های مهم تاریخی مازندران می‌باشد. قدمت این شهر به پیش از اسلام می‌رسد. مرکز و پایتخت تمدن هیرکانیا می‌باشد.
در سال ۱۳۶۸ از آثاری که در حین حفر چاه در منزل مسکونی یکی از اهالی به دست آمده مشخص می‌شود که این اشیاء قیمتی مربوط به هزارهٔ اول قبل از میلاد بوده است.

## امام زادگان اسرم
- امام زاده سید حمزه
- امام زاده شفیع
- امام زاده ابراهیم[نیازمند منبع]